# Disco Champs
Disco Champs è una raccolta di vecchie registrazioni dei The Trammps per la "Golden Fleece Music" ri-arrangiate e re-mixate dalla mitica edichetta di Philadelphia Philadelphia International Records.

## Tracce
1. stop and think
2. save a place
3. trammps disco theme
4. love epidemic
5. where do we go from here
6. promise me
7. just say the word
8. oh waa hey
9. trusting heart